# لوطس بحري
لوطس بحري (الاسم العلمي:Lotus maritimus) هي نوع نباتي يتبع جنس اللوطس من فصيلة البقولية.